# اینی مبه کش
اینی مبه‌کش (حکومت: حدود ۲۲۱۲ تا ۲۲۰۸ پیش از میلاد) یکی از پادشاهان سلسله کوتیان بود که بر بخش‌هایی از شمال بین‌النهرین حکمرانی می‌کرد. نام او در فهرست شاهان سومری به عنوان چهارمین یا پنجمین پادشاه این سلسله ذکر شده است.

## پیشینه تاریخی
کوتیان از اقوام کوهنشین زاگرس بودند که پس از فروپاشی امپراتوری اکد در حدود ۲۱۹۳ پیش از میلاد، به رهبری اریدوپیزیر کنترل بخش‌هایی از میانرودان را به دست گرفتند.
درباره اینی مبه‌کش اطلاعات دقیقی در دست نیست، اما بر اساس فهرست شاهان سومری، او یکی از حاکمان اولیه این سلسله بود که حدود ۴ سال حکومت کرد.

## اهمیت تاریخی
حضور کوتیان از چند جهت حائز اهمیت است:
- نشان‌دهنده نخستین نفوذ اقوام کوهستانی زاگرس به میانرودان
- حلقه انتقال بین حکومت‌های اکد و اور سوم
- تأثیر احتمالی بر شکل‌گیری نخستین حکومت‌های ایلامی[۴]